# Iosif Daskalakis
Iosif Daskalakis (griechisch Ιωσήφ Δασκαλάκης, * 7. August 1982 in Heraklion) ist ein griechischer Fußballtorwart, der zuletzt beim OFI Kreta unter Vertrag stand.